# 希日基
51°21′49″N 33°34′59″E / 51.36361°N 33.58306°E
希日基（烏克蘭語：Хижки）是位於烏克蘭東北部的村莊，由蘇梅州科諾托普區的博切奇基市鎮負責管轄。該村處於謝伊姆河左岸，距離內恰伊夫卡9公里，2001年人口491。